# 康皮藏
康皮藏（法語：Campuzan，法語發音：[kɑ̃pyzɑ̃]）是法国上比利牛斯省的一个市镇，属于塔布区。

## 地理
康皮藏（43°16'17"N, 0°25'42"E）面积6.62 平方千米，位于法国奧克西塔尼大區上比利牛斯省，该省份为法国西南部内陆省份，北至热尔省，西接大西洋比利牛斯省，南与西班牙接壤，东临上加龙省。
与康皮藏接壤的市镇（或旧市镇、城区）包括：潘图、贝特普伊、阿尚、利巴罗斯、皮达里约、图尔努德旺。

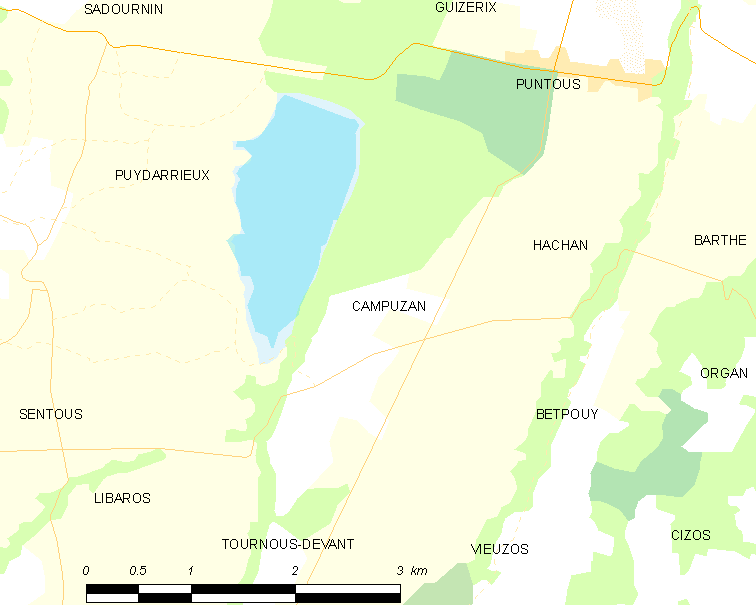
康皮藏的OSM定位图

康皮藏的时区为UTC+01:00、UTC+02:00（夏令时）。

## 行政
康皮藏的邮政编码为65230，INSEE市镇编码为65126。

## 政治
康皮藏所属的省级选区为山丘县。

## 人口

1962-2008年间康皮藏人口变化图示

康皮藏于2022年1月1日时的人口数量为144人。